# میخایلوفکا (شهرستان کارماسکالینسکی، باشقیرستان)
میخایلوفکا (انگلیسی: Mikhaylovka, Karmaskalinsky District, Republic of Bashkortostan) یک شهرک در شهرستان کارماسکالینسکی استان باشقیرستان کشور روسیه است.